# Phạm Lực
Phạm Lực (* 1943 in Huế) ist ein bedeutender zeitgenössischer Maler Vietnams.
Phạm Lực ist Absolvent des Hanoi Fine Arts College und Mitglied der Vietnam Fine Arts Association. Seine Werke wurden bisher in Deutschland, Japan, Frankreich, Italien, Polen, Tschechien und Russland ausgestellt. Sein Œuvre ist Bestandteil der Sammlung des Vietnam Fine Art Museum in Hanoi und zahlreicher internationaler Häuser.